# Rudniki (województwo warmińsko-mazurskie)
Rudniki – osada w Polsce położona w województwie warmińsko-mazurskim, w powiecie iławskim, w gminie Susz, na Pojezierzu Iławskim.
W latach 1975–1998 miejscowość położona była w województwie elbląskim.
Zobacz też: Rudniki, Rudniki-Kolonia